# Литвиново (Волоколамский район)
Литвиново — деревня в Волоколамском районе Московской области России.
Относится к сельскому поселению Чисменское, до муниципальной реформы 2006 года относилась к Чисменскому сельскому округу. Население — 1 чел. (2010).

## Население
| 1852 | 1859 | 1926 | 2002 | 2006 | 2010 |
| ---- | ---- | ---- | ---- | ---- | ---- |
| 113  | ↗135 | ↗148 | ↘5   | ↘1   | →1   |

## Расположение
Деревня Литвиново расположена примерно в 15 км к востоку от центра города Волоколамска. В деревне три улицы — Берёзовая Роща, Тенистая и Тимирязевская, зарегистрировано одно садовое товарищество.
Связана автобусным сообщением с районным центром. Ближайшие населённые пункты — деревни Никиты и Золево. Северо-восточнее протекает река Большая Сестра (бассейн Иваньковского водохранилища).

## Исторические сведения
В «Списке населённых мест» 1862 года Литвиново — владельческая деревня 2-го стана Волоколамского уезда Московской губернии по левую сторону почтового Московского тракта (из Волоколамска), в 15 верстах от уездного города, при реке Сестре, с 20 дворами и 135 жителями (61 мужчина, 74 женщины).
По данным на 1890 год входила в состав Аннинской волости Волоколамского уезда, число душ мужского пола составляло 57 человек.
В 1913 году — 33 двора.
По материалам Всесоюзной переписи населения 1926 года — деревня Никитско-Великого сельсовета Аннинской волости, проживало 148 жителей (59 мужчин, 89 женщин), насчитывалось 30 крестьянских хозяйств.
С 1929 года — населённый пункт в составе Волоколамского района Московской области.